# Бірюк Лев Васильович
Лев Васи́льович Бірю́к (нар. 31 травня 1946, місто Городня, Чернігівська область) — Борець за незалежність України у XX сторіччі,  український політик. Народний депутат України трьох скликань (2005—2012). Член партії ВО «Батьківщина».

## Біографія
Народився 31 травня 1946 року в містечку Городня Чернігівської області. Батько Василь Іванович — працівник облавтоуправління. Мати Ніна Петрівна — завідувачка відділу обласного управління статистики. Дружина Наталія Леонідівна — інженер підприємства «Облпаливо». Дочка Юлія, син Дмитро.
1956 року сім'я переїхала до Хмельницького.
1988 року заочно закінчив Кам'янець-Подільський педагогічний інститут (нині Кам'янець-Подільський національний університет), за фахом — викладач фізичної культури та спорту.
Закінчивши середню школу № 1 Хмельницького, працював на цегельному заводі та заводі ковальсько-пресового обладнання, служив в армії. У 1969–1977 роках — електрик на суднах закордонного плавання (Новоросійське морське пароплавство).
Від 1977 року — слюсар-складальник, спортінструктор Хмельницького заводу «Темп»; старший викладач Хмельницького ПТУ № 25.
Від лютого 1989 року — у складі координаційного центру сприяння НРУ. Від 1989 року — голова Хмельницької міської організації НРУ. Від 1990 року — голова Хмельницької крайової організації НРУ. У 1990–1994 роках — депутат Хмельницької обласної ради. У 1994–2002 роках — депутат Хмельницької міської ради. У 1992–1993 роках — завідувач управління оргроботи Секретаріату НРУ.
Від вересня 1990 року — помічник-консультант народного депутата України. Від 1994 року — голова Хмельницької міської організації НРУ. 1997–1999 — голова Хмельницької крайової організації НРУ. Член Центрального проводу НРУ (1992–1999). Голова Хмельницької обласної організації РУХу (УНР), член Центрального проводу РУХу (УНР) (грудень 1999 — січень 2003), голова Хмельницької обласної організації УНП, член Центрального проводу УНП (січнь 2003–2005); редактор газети «Рух».
1994 — кандидат в народні депутати України, Центральний виборчий округ № 406 Хмельницької області, висунутий виборцями, 1-й тур — 16.21 %, 2 місце з 18 претендентів; 2-й тур — 30.43 %, 2 місце з 2 претендентів.
1998 — кандидат у народні депутати України, Хмельницька область. З'явилося 67.9 %, «за» 13.5 %, 3 місце з 20 претендентів. На час виборів: голова Хмельницької обласної організації НРУ. 1998 — кандидат в народні депутати України від НРУ, № 67 в списку.
Народний депутат України 4-го скликання (обраний у березні 2005) від блоку Віктора Ющенка «Наша Україна», № 76 в списку. На час виборів: помічник-консультант народного депутата України, член РУХу (УНР). Член фракції «Блок Юлії Тимошенко» (від березня 2005 року). Член Комітету з питань соціальної політики та праці (з квітня 2005).
Народний депутат України 5-го скликання з 25 травня 2006 до 12 червня 2007 від «Блоку Юлії Тимошенко», № 111 в списку. На час виборів: народний депутат України, член партії ВО «Батьківщина». Член фракції «Блоку Юлії Тимошенко» (з 25 травня 2006). Член Комітету з питань соціальної політики та праці (з 18 липня 2006). 12 червня 2007 достроково припинив свої повноваження під час масового складення мандатів депутатами-опозиціонерами з метою проведення позачергових виборів до Верховної Ради.
Народний депутат України 6-го скликання з 23 листопада 2007 року, обраний за списками БЮТ. Голова підкомітету з питань організації роботи Верховної Ради України Комітету Верховної Ради України з питань Регламенту, депутатської етики та забезпечення діяльності Верховної Ради України. Член Постійної делегації у Парламентській асамблеї Організації з безпеки та співробітництва в Європі. Керівник групи з міжпарламентських зв'язків з Великою Соціалістичною Народною Лівійською Арабською Джамахірією.

## Нагороди, державні ранги
Орден «За заслуги» III ступеня (серпень 2011).